# Erebus saparaea
Erebus saparaea är en fjärilsart som beskrevs av Swinhoe 1918. Erebus saparaea ingår i släktet Erebus och familjen nattflyn. Inga underarter finns listade i Catalogue of Life.